# Cừu sừng mảnh
Cừu sừng mảnh hay  cừu Dall (danh pháp hai phần: Ovis dalli) là một loài động vật có vú trong họ Bovidae, bộ Artiodactyla. Loài này được Nelson mô tả năm 1884.

## Hình ảnh

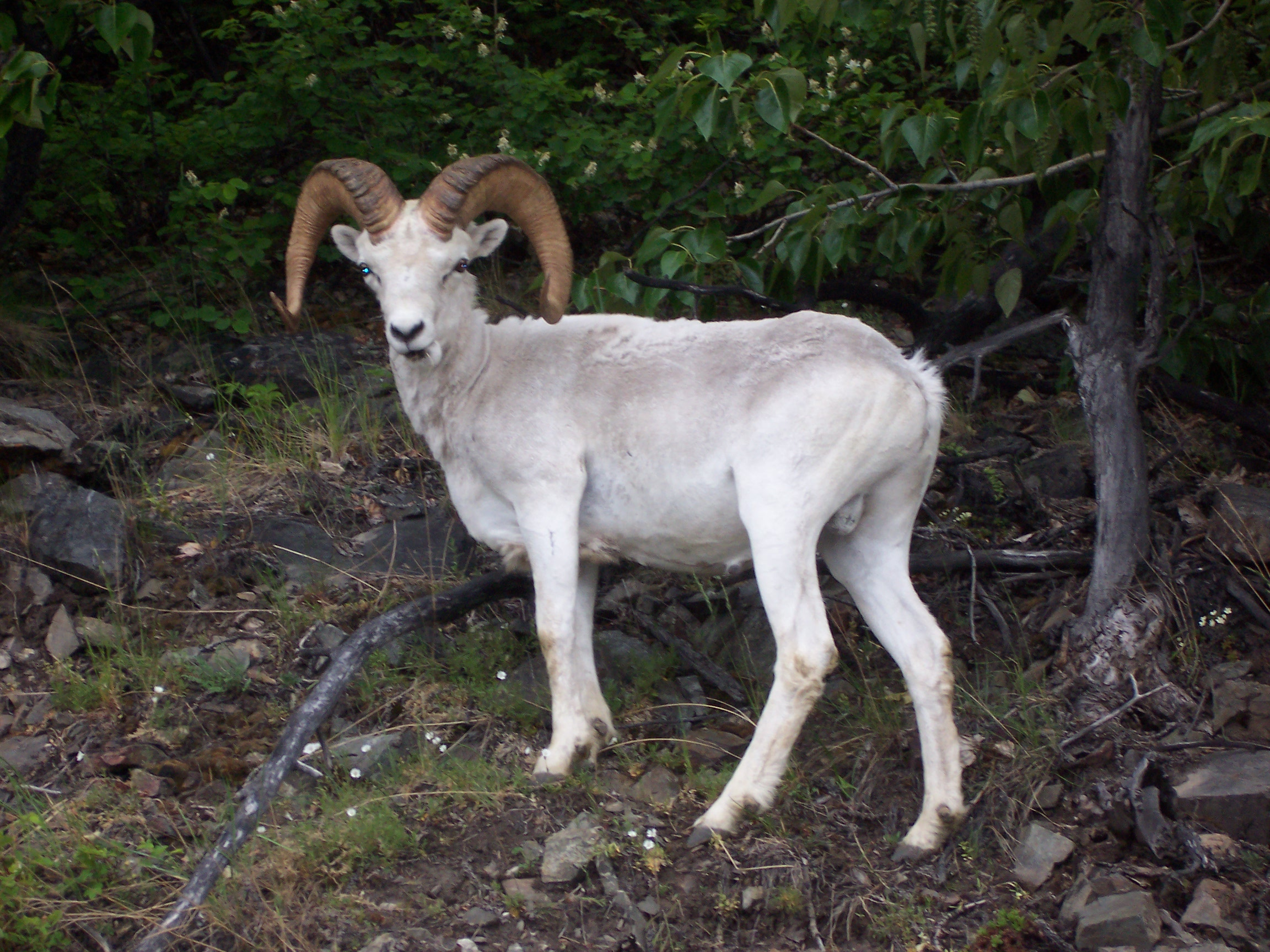
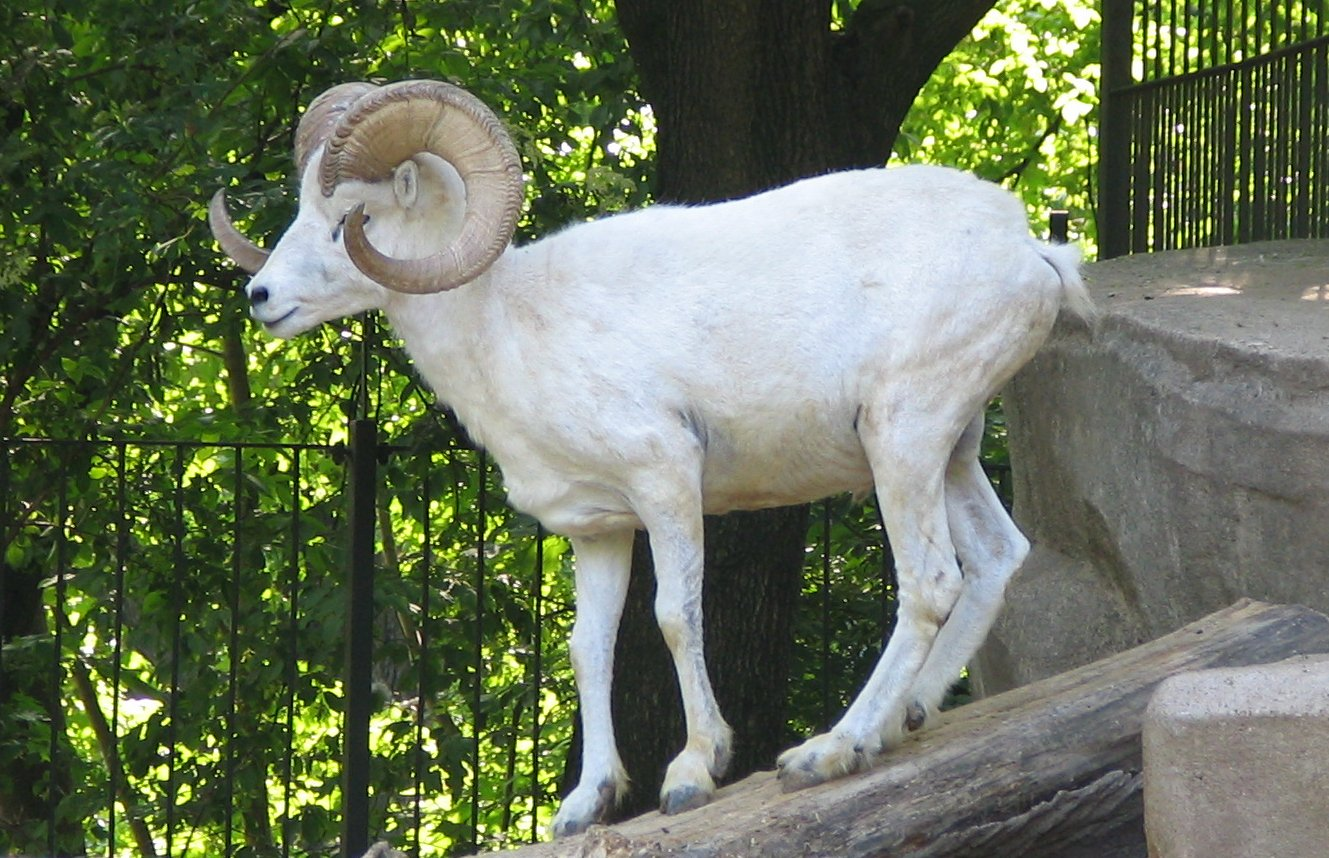
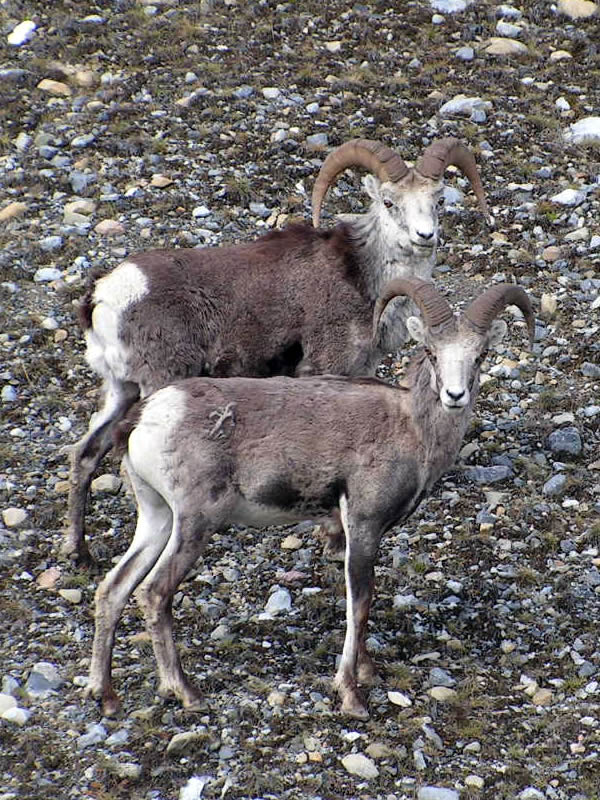